# Juan Modesto
Juan Modesto Guilloto León, Modesto  (El Puerto de Santa María, Province de Cadix, 1906 - Prague, 1969) est un militant du Parti communiste d'Espagne et un militaire de la Seconde République espagnole durant la Guerre civile.

## Biographie
Il dirigea les Forces régulières indigènes au Maroc espagnol. Scieur de profession, il entre au PCE en 1930. En 1933 il organise les milices communistes (les Milicias Antifascistas Obreras y Campesinas, MAOC), après avoir suivi une formation militaire en Union soviétique.
Lorsqu'éclate la Guerre civile espagnole, Modesto est l'un des créateurs et premiers commandants du Cinquième régiment, dont il devient le chef en octobre 1936. Il participe à l'assaut de la caserne de la Montaña à Madrid et dirige un bataillon dans la province de Tolède, en essayant de contenir l'avancée des franquistes vers Madrid. Il se distingue dans les opérations de la Sierra de Guadarrama et du Tage pendant la bataille de Madrid. En 1937, le général José Miaja, chef du conseil de défense de Madrid, lui confie le commandement de la 4e division.
Après la bataille de Guadalajara, du Jarama et de Brunete on lui donne le commandement du Ve Corps d'armée. En 1938, il dirige les opérations militaires pendant la Bataille de l'Èbre, avec le rang de colonel et sous son commandement le Ve Corps d'armée (Enrique Líster) et le XVe (Manuel Tagüeña). Après la chute de la Catalogne il passe en zone centrale où Juan Negrín le nomme général  (cas unique chez les officiers de milices) et chef de l'armée du Centre le 2 mars 1939. Au sortir de la guerre Juan Modesto partit pour l'Union soviétique dont le gouvernement reconnut son grade militaire. 
Pendant la Seconde Guerre mondiale il fut général de l'armée bulgare qui combattit les nazis avec l'aide des troupes de l'URSS.
Perdant des luttes de factions pour le contrôle du Parti communiste espagnol, Juan Modesto se retire à Prague, où il meurt en 1969. C'est dans la capitale tchèque qu'il écrit ses mémoires Soy del Quinto Regimiento (Je suis du Cinquième régiment), qui sont publiées à Paris la même année.